# Mission Afrika
Mission Afrika er en folkekirkelig missionsorganisation, der samarbejder med partnere i Afrika, Mellemøsten og Danmark om flere end 70 kirkelige og sociale projekter. Projekterne favner bredt inden for forkyndelse, sundhed, undervisning, kapacitetsopbygning, udveksling, gadebørn, landsbyudvikling og radio/tv.
Organisationen samarbejder med partnere i Nigeria, Senegal, Cameroun, Mali, Den Centralafrikanske Republik og Sierra Leone. Desuden har man partnerskab med satellit-tv-kanalen SAT-7 og den afrikanske dialog-organisation PROCMURA.
Anne Mie Skak Johanson er formand, og Jørn Blohm Knudsen er generalsekretær. Mission Afrika har hovedkontor i Aarhus. Derudover har organisationen tilknyttet ca. 60 genbrugsbutikker med flere end 1.400 frivillige genbrugsmedarbejdere i hele landet.
Mission Afrika blev stiftet i 1911 under navnet Dansk Forenet Sudan Mission; en selvstændig gren af den internationale organisation Sudan United Mission. I 2008 ændrede organisationen navn til det nuværende.

## Navneændring
Mission Afrika har primært virket i Nigeria, men har senere udvidet aktiviteterne til også Den Centralafrikanske Republik, Sierra Leone, Cameroun og Mali. Selskabet har derimod aldrig arbejdet i landet Sudan, hvilket førte til navneændringen i 2008. Det nye navn var særligt foranlediget af, at flere af selskabets genbrugsbutikker havde oplevet ubehagelige episoder med personer, der troede, at butikkerne støttede styret i Sudan.

## Sudanmissionens tidlige historie

### Internationalt
Sudanmissionen begyndte i 1800-tallet. Først efter mange forgæves forsøg lykkedes det at begynde et missionsarbejde i Sudan. Vanskelighederne, som mødte missionærerne, var store: usundt klima, små stammer — ofte med hver sit sprog; man regnede med, at der fandtes 204 sprog og dialekter i Sudan — og den muslimske indflydelse. I Vestafrika begyndte missionsarbejdet i 1865, idet Church Missionary Society (C. M. S.) optog et missionsarbejde i Lokoja ved Nigerfloden. Missionen i disse egne lededes i mange år af den sorte biskop Samuel Crowter (død 1891). 1893 stiftedes Sudan Interior Mission i Toronto, Canada, et internationalt, mellemkirkeligt selskab, der fik et ret stort arbejde i Sudan med 72 missionærer og 42 indfødte medarbejdere fordelt på 19 stationer i 1925. Stor betydning for Sudanmissionen fik tyskeren dr. Karl Kume, idet det for en stor del skyldtes hans initiativ, at Sudan United Mission (S. U. M.) blev dannet 1904 i England. I de følgende år udvidedes arbejdet betydeligt, idet der dannedes missionsselskaber i flere lande, som arbejdede i tilknytning til S. U. M., således i Danmark 1912 og i Norge 1922. Hver enkelt af de grene, hvoraf S. U. M. bestod, var selvstyrende og selvunderholdende. Og med hensyn til lære- og kirkeordning havde de enkelte selskaber den fulde frihed inden for det missionsområde, som var blevet dem tildelt efter forhandling med S. U. M. Over for myndighederne var S. U. M. derimod en enhed. Dr. Kume, der i mange år var sekretær for den engelske gren af S. U. M. indtil 1915 og derefter sekretær for den amerikanske gren, rejste selv ud på missionsmarken igen 1924. S. U. M.’s samlede missionærstab omfattede i 1925 81 missionærer. Der blev gjort et betydeligt arbejde for dannelsen af skriftsprog og oversættelser — fremfor alt af Bibelen.

### Danmark
Den danske Sudanmission (»Dansk forenet Sudanmission«) blev stiftet under påvirkning af den store verdenskonference i Edinburgh 1910, hvor der gang på gang blev slået til lyd for mission i Sudan, før islam havde erobret alle stammer i Afrika. Da Det danske Missionsselskab ikke turde optage et arbejde på et nyt område, blev Dansk forenet Sudanmission stiftet ved et møde i Aalborg den 22. november 1911. 1912 trådte selskabet i forbindelse med Sudan United Mission, uden at dets selvstændighed og særpræg som evangelisk-luthersk mission derved undergik nogen forandring. Pastor Anton Pedersen fungerede som formand indtil 1925, da han blev efterfulgt af pastor Johannes Olsen. 1913 udsendtes de første missionærer: læge N. H. Brønnum, der senere blev selskabets sekretær, tillige med sin hustru, der døde kort efter ankomsten til Afrika, og sygeplejerske frk. Rose. Danmark fik Yola-provinsen i Nordnigeria som arbejdsmark, og den første missionsstation blev grundlagt i Numan som udgangspunkt for arbejdet i Bachama- og Battastammen, der endnu var hedninger, mens Hausa- og Fulani-folkene repræsenterede det muslimske element på missionsmarken. I 1918 begyndte man et arbejde i Kanakuru-stammen med byen Shellem som udgangspunkt under ledelse af missionslæge Mogens Uhrenholt (død 1919) og hustruen Eline Uhrenholt (død 1920). De første kristne - to bachamaer - blev døbt 1919. 1921 oprettedes en tredje hovedstation i Lamurde af pastor A. Thompson, og samme år grundlagdes den indfødte kristne kirke den 26. maj, bestående af 22 medlemmer. 1925 var de kristnes antal 35, missionærernes antal 19. Endelig blev en fjerde station oprettet 1922 i Kilba-stammen med byen Pella som udgangspunkt. I begyndelsen var det i meget høj grad lægemissionen, som var en faktor af afgørende betydning for missionsarbejdet. Snart kom skolemissionen til. Der blev oprettet både drenge- og pigekostskole. Dansk forenet Sudanmission havde en hurtig vækst. Budgettet var på ca. 230.000 kr. Sudanmissionen havde eget forlag og udgav et månedsblad, "Sudanmission".